# Comté de Saint-Maurice
Pour les articles homonymes, voir Saint-Maurice.
Le comté de Saint-Maurice était un comté municipal du Québec ayant existé entre 1855 et 1er janvier 1982. 
Le territoire qu'il couvrait est aujourd'hui compris dans la région administrative de la Mauricie et correspond une partie de l'actuelle municipalité régionale de comté (MRC) de Maskinongé, une partie de la MRC de Mékinac et une partie des villes de Shawinigan et Trois-Rivières. Son chef-lieu était la municipalité de Yamachiche. Le comté de Saint-Maurice ne comprenait cependant pas le territoire de la ville de Trois-Rivières.

## Municipalités situées dans le comté
- Baie-de-Shawinigan (détaché de Saint-Boniface en 1907; fusionné à Shawinigan en 1998[3])
- Charette (détaché de Saint-Barnabé, Saint-Élie, Saint-Paulin et Saint-Sévère en 1918[4])
- Grand-Mère (détaché de Sainte-Flore en 1898; d'après Magnan, la ville fait partie du comté de Saint-Maurice à l'exception de la paroisse Saint-Paul, fondée en 1900 et située dans le comté de Champlain[5]; fusionné à Shawinigan en 2002[3])
- Pointe-du-Lac (créé en 1855 sous le nom de La Visitation-de-la-Pointe-du-Lac; la municipalité de Pointe-du-Lac s'en détache en 1928; les deux sont réunies sous le nom de Pointe-du-Lac en 1978; fusionné à Trois-Rivières en 2002[6])
- Saint-Barnabé (créé en 1855[7])
- Saint-Boniface-de-Shawinigan (créé en 1855 sous le nom de municipalité du canton de Shawénégan; la municipalité de village de Saint-Boniface-de-Shawinigan s'en détache en 1918; la municipalité de canton de Shawénégan change de nom pour municipalité de paroisse de Saint-Boniface-de-Shawinigan en 1955; les deux sont réunies sous le nom de Saint-Boniface-de-Shawinigan en 1962; renommé Saint-Boniface en 2003[8])
- Sainte-Flore (créé 1863; annexé au comté de Saint-Maurice en 1895[9];  fusionné à Grand-Mère en 1970[3])
- Saint-Élie (créé en 1865; renommé Saint-Élie-de-Caxton en 2005[10])
- Saint-Étienne-des-Grès (créé en 1859[11])
- Saint-Gérard-des-Laurentides (détaché de Sainte-Flore et Saint-Mathieu en 1924; fusionné à Shawinigan en 2002[3])
- Saint-Mathieu (créé en 1887; renommé Saint-Mathieu-du-Parc en 1998[12])
- Saint-Sévère (créé en 1855[13])
- Shawinigan (détaché de Sainte-Flore, de Notre-Dame-du-Mont-Carmel et de la municipalité de canton de Shawénégan en 1901 sous le nom de Shawinigan Falls; renommé Shawinigan en 1958[3])
- Shawinigan-Sud (une partie de Shawinigan-Sud était située dans le comté de Champlain; créé en 1912 sous le nom de municipalité du village d'Almaville; une autre municipalité est détachée de Notre-Dame-du-Mont-Carmel sous le nom de Notre-Dame-de-la-Présentation-d'Almaville en 1914; elle prend le nom de municipalité de paroisse d'Almaville en 1946; le village d'Almaville est renommé Shawinigan-Sud en 1948; la paroisse d'Almaville est fusionnée à Shawinigan-Sud en 1953; fusionné à Shawinigan en 2002[3])
- Trois-Rivières-Ouest (créé en 1855 sous le nom de municipalité de la paroisse de Trois-Rivières; renommé Trois-Rivières-Ouest en 1963; fusionné à Trois-Rivières en 2002[14])
- Vieilles-Forges (détaché de la municipalité de paroisse de Trois-Rivières en 1954; fusionné à Trois-Rivières en 1961[6])
- Yamachiche (créé en 1855 sous le nom de Sainte-Anne-d'Yamachiche; la municipalité du village d'Yamachiche s'en détache en 1887; les deux sont fusionnés à nouveau en 1987 sous le nom de Yamachiche[15])

## Formation
Le comté de Saint-Maurice comprenait lors de sa formation la paroisse de Trois-Rivières en dehors de la banlieue, le fief Saint-Étienne, les Forges, les paroisses de La Pointe-du-Lac, Yamachiche, Saint-Sévère et Saint-Barnabé ainsi que les cantons de Caxton et de Chaouinigane et l'augmentation de Caxton.